# Palézieux-Village
Palézieux-Village är en ort i kommunen Oron i kantonen Vaud i Schweiz. Den är kommunens huvudort och ligger vid floden Broye, cirka 15,5 kilometer öster om Lausanne. Orten har cirka 841 invånare (2020).
Före den 1 januari 2012 tillhörde Palézieux-Village kommunen Palézieux.